# Ункечоги

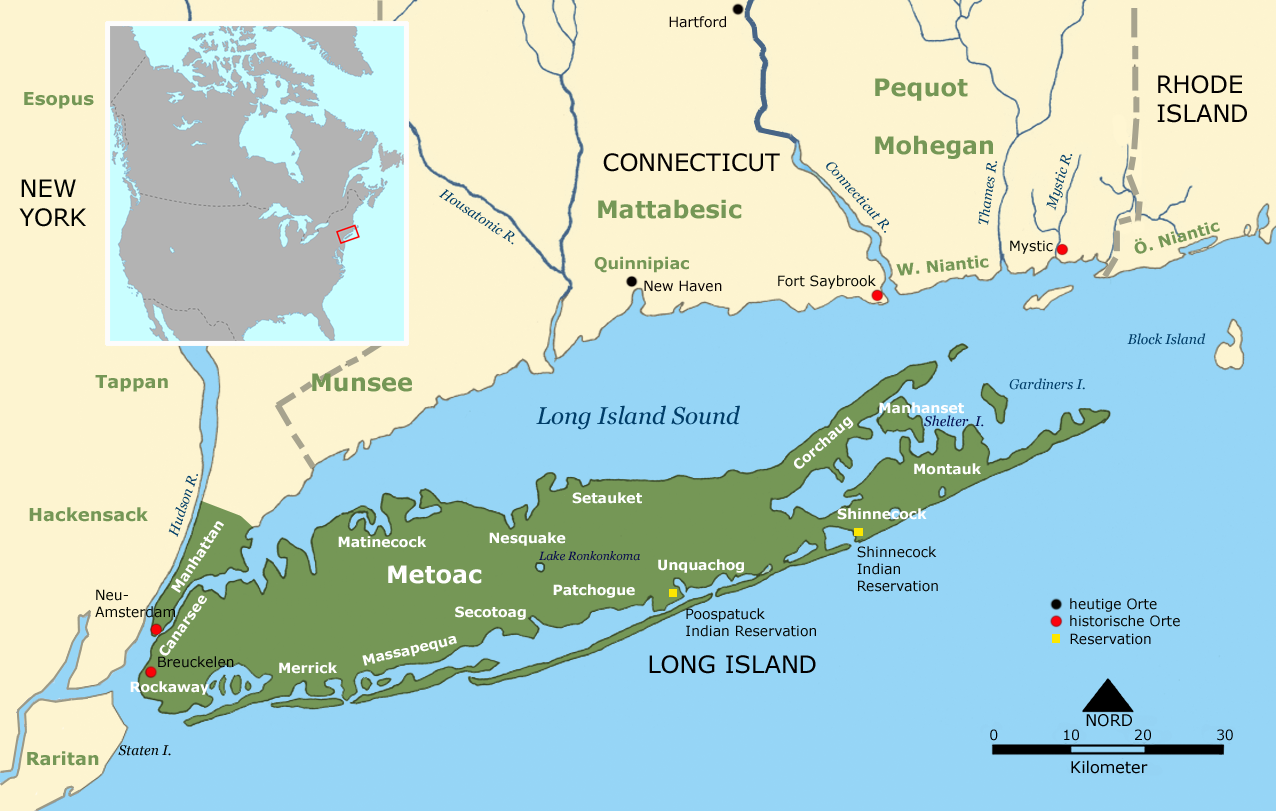
Традиционная территория ункечогов и соседних племён

Ункечоги (англ. Unkechaug), также ункечауги, поссепатуки — алгонкиноязычное индейское племя, проживающее на юго-востоке острова Лонг-Айленд в штате Нью-Йорк.

## История
Ункечоги, как и их соседи по острову Лонг-Айленд, занимались земледелием, выращивая кукурузу, фасоль и тыкву. Они также ловили рыбу, охотились и собирали моллюсков. Первые европейские мореплаватели и колонисты принесли с собой на остров несколько инфекционных заболеваний, с которыми индейцы ранее не сталкивались, что привело к многочисленным эпидемиям. Постепенно голландцы, а затем и англичане, захватили лучшие сельскохозяйственные угодья на Лонг-Айленде. К концу XVII века на острове уцелело только два племени из 15 первоначальных — ункечоги и шиннекоки.
Среди первых защитников индейцев Лонг-Айленда был полковник Уильям Смит. В 1691 году он купил у ункечогов в округе Саффолк 16,19 км² земли, прилегающих к ручью Мастик. Полковник разрешил индейцам остаться в их деревне, не взяв за это денег. Кроме ункечогов в этом поселении находилось многого других коренных американцев Лонг-Айленда. К 1700 году население деревни сократилось до сотни человек, и тогда Уильям Смит, стараясь их спасти, выделил им 0,3035 км² (75 акров) в вечное пользование. По условиям договора ункечоги не могли продать их или сдать в аренду.  В 1777 году ункечоги и их резервация были официально признаны провинцией Нью-Йорк. В 1791 году земли племени посетили будущие президенты США Томас Джефферсон и Джеймс Мэдисон.
Начиная с XIX века многие ункечоги вступали в браки с европейцами и неграми и существовала опасность, что внешний вид многих членов племени помешает им получить государственное признание. Фактически это привело к исключению ункечогов из голосования в соответствии с Законом о реорганизации индейцев 1934 года. Тем не менее, племя постоянно сохраняло свою индейскую идентичность и некоторые религиозные и культурные обычаи.
Ныне ункечоги говорят только на английском языке. Они стремятся увеличить свою земельную базу, чтобы удовлетворить потребности членов племени.

## Резервация
Резервация Пуспатак была официально признана правительством провинции Нью-Йорк в 1777 году и является одной из старейших на территории Соединённых Штатов. Ныне общая площадь резервации составляет 0,44 км², из них 0,29 км² приходится на сушу и 0,15 км² — на воду. В 2020 году в ней проживало 436 человек, 230 из них, были коренными американцами. Резервация и её жители признаны штатом Нью-Йорк, но она так и не получила федерального признания от Бюро по делам индейцев.